# تاریخ‌نگاری انسان‌گرا
تاریخ‌نگاری انسان‌گرا یا باستان‌شناسی انسان‌گرا شاخه‌ای از تاریخ‌نگاری و باستان‌شناسی پسااستعماری و روشی در تاریخ‌نویسی و پژوهش‌های باستان‌پژوهی است که به اصولِ اومانیستی پایبند است.
بخشی از پایه‌های تاریخ‌نگاری انسان‌گرا عبارت است از: توجه به ظلم‌های تاریخی نسبت به انسان و بیان آنها، مقاومت در برابر تحریف و دستکاری داده‌های فرهنگی، تاریخی، جغرافیایی و باستان‌شناختی برای مقاصد سیاسی، روشنگری در قبال بهره‌گیری سیاسی و استعماری از تاریخ و باستان‌شناسی.